# Cevizlik, Şirvan
Cevizlik là một xã thuộc huyện Şirvan, tỉnh Siirt, Thổ Nhĩ Kỳ. Dân số thời điểm năm 2008 là 1.695 người.